# Мерлин Стоун
Мерлин Стоун (рођена као Мерилин Клер Џејкобсон; 27. септембар 1931 — 23. фебруар 2011) била је америчка списатељица, вајарка и професорка уметности и историје уметности. Позната је као једна од пионирки феминистичке теологије и покрета богиња, а најпознатија је по својој књизи Кад је Бог била жена.

## Биографија
Стоун је рођена у Флетбушу, Бруклин, Њујорк. Похађала је основну школу P.S. 217, а потом и средњу школу Erasmus Hall, где је 1949. године добила медаљу за уметност. Исте године уписала је Универзитет у Буфалу, где је дипломирала уметност и новинарство 1958. године, као и наставничку лиценцу за уметност.
Од 1958. до 1967. године радила је као уметница и наставница, излажући своје скулптуре на више самосталних и групних изложби. Предавала је вајање на државном колеџу у Буфалу и Универзитету у Буфалу. Године 1968. завршила је мастер студије на Калифорнијском колеџу уметности и заната.
Током 1960-их и 1970-их година започела је опсежна истраживања древних култова богиња на Блиском истоку, у Медитерану и Европи, што је резултирало објављивањем књиге Кад је Бог била жена 1976. године. Стоун у својој књизи тврди да су у древним временима жене имале централну улогу у религији и друштву, али су касније потиснуте доласком патријархалних религија као што су јудаизам и хришћанство.
Године 1979. објавила је Древна огледала женствености, антологију митова, прича и молитви у којима се славе женска божанства из различитих светских традиција.
Током каријере, била је активна и у медијима, појављујући се у радио програмима и документарцима, укључујући Goddess Remembered (1989).
Живела је у Њујорку, Лондону, Канади, и коначно у Дејтона Бичу на Флориди, где је преминула 2011. године од деменције. Са својим партнером Ленијем Шнајром имала је двоје деце.

## Изабрана дела

### Књиге
- The Paradise Papers: The Suppression of Women’s Rites (1976) – објављено у САД као When God Was a Woman
- When God Was a Woman (1976) – Кад је Бог била жена
- Ancient Mirrors of Womanhood (1979) – Древна огледала женствености, два тома
- Ancient Mirrors of Womanhood: A Treasury of Goddess and Heroine Lore from Around the World (1984)
- 3000 Years of Racism (1981) – 3000 година расизма

### Чланци
- „The Paradise Papers“, Spare Rib (1973)
- „The Three Faces of Goddess Spirituality“, Heresies (1978)
- „9978: Repairing the Time Warp“, Heresies (1978)
- „Macha“, Lady-Unique-Inclination-of-the-Night (1978)
- „The Goddess and Evolution“, Green Egg (1988)

## Аудио и видео радови
- When God Was a Woman – радио програм (Pacifica Radio, 1978)
- The Return of the Goddess – ТВ документарни филм (CBC, 1986)
- Goddess Remembered – документарни филм (National Film Board of Canada, 1989)
- The Voice of Earth – сценска представа са Олимпијом Дукакис (1990)